# Ishe Smith
Ishe Oluwa Kamau Bhoduri Ali Smith (* 22. Juli 1978 in Las Vegas) ist ein US-amerikanischer Profiboxer und ehemaliger Weltmeister der IBF im Halbmittelgewicht.

## Amateurkarriere
Er begann im Alter von acht Jahren mit dem Boxsport und gewann 100 seiner 117 Amateurkämpfe. Er gewann mehrere Turniere in seiner Alters- und Gewichtsklasse, darunter zehnmal die Nevada State Golden Gloves.
1996 trat er als 17-Jähriger erstmals in der Elite-Klasse (Erwachsene) bei den US-amerikanischen Meisterschaften in Colorado Springs an, wo er die Silbermedaille im Halbweltergewicht erstritt; er war dabei erst im Finale gegen Héctor Camacho junior (11:18) unterlegen, Sohn des mehrfachen Weltmeisters Hector Camacho senior. Daraufhin wurde er zu den nationalen Ausscheidungskämpfen (Olympic Trials) in Oakland, zur Teilnahme an den Olympischen Sommerspielen 1996 eingeladen, wo er den dritten Platz im Halbweltergewicht erreichte. Er war erst im Halbfinale gegen Zab Judah ausgeschieden, der anschließend im Finale gegen David Díaz unterlag.

## Profikarriere
Nach sorgfältiger Vorbereitung wechselte er im Jahr 2000 ins Profilager und wird von Eddie Muhammad trainiert. Er blieb mehr als vier Jahre ungeschlagen und gewann seine ersten 15 Kämpfe, darunter gegen Alfonso Gómez (späterer, zweifacher WM-Herausforderer der durch seinen K.-o.-Sieg gegen Arturo Gatti berühmt wurde), den WBA-WM-Herausforderer Sam Garr (34-6) und US-Meister David Estrada (15-0). Am 15. Januar 2004 besiegte er den ehemaligen WBO- und späteren IBF-Weltmeister Randall Bailey (27-3) einstimmig nach Punkten und hatte seinen Kontrahenten in der zweiten Runde auch am Boden. Er erhielt daraufhin den US-Meistertitel im Weltergewicht sowie den Amerikanisch-Kontinentalen Meistertitel der WBC und den Nordamerikanischen Meistertitel der WBO.
Er nahm anschließend an der Reality-TV-Serie The Contender teil, bei der eine Gruppe von Boxern näher vorgestellt werden und in einem Eliminierungsverfahren im Ring gegeneinander antritt. Dabei schlug er in seinem ersten Kampf den unbesiegten Ahmad Kaddour (18-0) einstimmig nach Punkten. In seinem zweiten Duell verlor er jedoch umstritten durch geteilte Punktrichterentscheidung gegen den ebenfalls unbesiegten, späteren WBC-Weltmeister Sergio Mora (13-0). In einem dritten Duell der Serie, einem Fans Favourite Fight, besiegte er noch im Mai 2005 Anthony Bonsante (26-5) einstimmig nach Punkten.
Am 17. Februar 2007 verlor er nach Punkten gegen Sechew Powell (20-1), sowie am 30. April 2008 ebenfalls nach Punkten gegen Joel Julio (32-1). Am 1. August 2008 besiegte er jedoch den ungeschlagenen Polen Pawel Wolak (21-0) einstimmig nach Punkten. Im August 2009 unterlag er nach Punkten Daniel Jacobs (17-0) und im Juli 2010 nach Punkten gegen Fernando Guerrero (18-0).
Nach drei folgenden Siegen gegen Alexander Quiroz (14-8), Ayi Bruce (21-6) und Irving Garcia (17-7), akzeptierte ihn IBF-Titelträger Cornelius Bundrage (32-4) am 23. Februar 2013 als WM-Herausforderer. Ishe Smith besiegte dabei den vom Ring Magazine unter den Top 10 geführten Bundrage nach Punkten und wurde dadurch der erste Weltmeister aus der Stadt Las Vegas.
Den Titel verlor er jedoch in seiner bereits ersten Titelverteidigung am 14. September 2013 in Las Vegas knapp nach Punkten an Carlos Amado Molina. Im Dezember 2014 boxte er um den Weltmeistertitel der WBA gegen Erislandy Lara, unterlag dem Kubaner jedoch nach Punkten.
Im Mai 2015 besiegte er Cecil McCalla (20-1) einstimmig. Gegen Vanes Martirosyan (35-2) verlor er jedoch im September 2015 nach Punkten.